# Marquesado de Bárboles
El marquesado de Bárboles es un título nobiliario español creado el 20 de marzo de 1647 por el rey Felipe IV a favor de Juan Jiménez Cerdán Fernández de Heredia. La grandeza de España, se concedió el 6 de abril de 1786 por el rey Carlos III a favor de José Antonio de la Cerda y Marín de Resende, VII marqués de Bárboles.
La denominación del título se refiere al municipio de Bárboles en la provincia de Zaragoza.

## Marqueses de Bárboles
|                        | Titular                                                    |                        |
| Creación por Felipe IV | Creación por Felipe IV                                     | Creación por Felipe IV |
| ---------------------- | ---------------------------------------------------------- | ---------------------- |
| I                      | Juan Jiménez Cerdán Fernández de Heredia                   | 1647-1661              |
| II                     | Beatriz Jiménez Cerdán                                     | 1661-¿?                |
| III                    | Alonso Fernández de Heredia Ximénez Cerdán                 | ¿?-1706                |
| IV                     | María Magdalena Fernández de Heredia y Marín de Villanueva | 1706-1737              |
| V                      | Diego José Fernández de Liñán de Heredia                   | 1751-1758              |
| VI                     | María Joaquina Fernández de Heredia y Zapata de Calatayud  | 1758-1790              |
| VII                    | José Antonio de la Cerda y Cernesio                        | 1790-1825              |
| VIII                   | José Máximo de la Cerda y Palafox                          | 1825-1851              |
| IX                     | Juan José de la Cerda y Gand-Vilain                        | 1851-1870              |
| X                      | Ana Bertodano y de la Cerda                                | 1883-1927              |
| XI                     | Pedro Colón y Bertodano                                    | 1928-1933              |
| XII                    | Casimiro Florencio Granzow de la Cerda Jaeger y Cortés     | 1935-1943              |
| XIII                   | Fernando Granzow de la Cerda y Changuaceda                 | 1943-1987              |
| XIV                    | María del Pilar Benítez Guadarrama                         | 1987-actual titular    |

## Historia de los marqueses de Bárboles
- Juan Jiménez Cerdán Fernández de Heredia (m. 1 de agosto de 1661), I marqués de Bárboles,[2] señor de Bárboles y barón de Agón y Pinseque.

Casó, el 20 de enero de 1658, con Leonor Funes de Villalpando, hija de Juan Funes de Villalpando, marqués de Osera, y de su esposa Leonor Sanz de Latras y Gaztelú. Después de enviudar, Leonor contrajo un segundo matrimonio, el 29 de diciembre de 1662, con Jerónimo de Villanueva y Fernández de Heredia. Sucedió su hija:
- Beatriz Jiménez Cerdán, II marquesa de Bárboles[2] y señora de las baronías de Fuenclara y de Albalate de Cinca.[4] Mujer culta, escribió varios sonetos.[5]

Casó con Antonio Fernández de Heredia Sanz de Latrás, II conde de Contamina y IX señor de la baronía de Sigüés y Rasal. Sucedió su hijo:
- Alonso Fernández de Heredia Jiménez Cerdán (m. 19 de noviembre de 1706), III marqués de Bárboles[2] III conde de Contamina,  y X señor de la baronía de Sigüés y Rasal.[4]

Casó, el 2 de octubre de 1680, con Elena Marín de Villanueva (m. 23 de abril de 1758), III condesa de San Clemente. Sucedió su hija:
- María Magdalena Fernández de Heredia y Marín de Villanueva (14 de agosto de 1681-29 de diciembre de 1737),[6] IV marquesa de Barboles,[2] IV condesa de San Clemente,[7] IV condesa de Contamina,[7] y XI señora de la baronía de Sigüés y Rasal.[8]

Casó, en la iglesia de San Gil Abad, Zaragoza el 17 de febrero de 1693, con su primo segundo, Dionisio Eguaras y Fernández de Hijar (1668-1728), II marqués de Eguaras, señor de Barillas y de la casa-torre y Palacio de Eguarás. Sucedió su tío:
- Diego José Fernández de Liñán de Heredia, V marqués de Bárboles.[2]

Casó con su sobrina, Ana María de Eguaras y Fernández de Heredia (m. 1752), V condesa de San Clemente, V condesa de Contamina y III marquesa de Eguaras. Sucedió su nieta, hija de su hijo Dionisio María Fernández de Liñán de Heredia y Eguaras, IV marqués de Eguaras, y de su esposa, Vicenta Zapata de Calatayud Ferrer y Proxita:
- María Joaquina Fernández de Heredia y Zapata de Calatayud (baut. iglesia de San Gil Abad, Zaragoza, el 21 de marzo de 1738-Aranjuez, 21 de junio de 1775), VI marquesa de Bárboles,[2] VI condesa de San Clemente,[7] VI condesa de Contamina, V marquesa de Eguaras, y VII vizcondesa de Mendinueta.[7]

Casó en primeras nupcias, siendo su segunda esposa, con Francisco Antonio Fernández de Híjar Zapata de Calatayud (m. 1754), XI duque de Lécera, grande de España. Contrajo un segundo matrimonio con Juan Antonio de Lanuza y Boixadors (m. 1769), VI conde de Plasencia de Jalón.  Casó en terceras nupcias, siendo su segunda esposa, con Fausto Francisco de Palafox , VII marqués de Ariza, grande de España. Sin descendencia de ninguno de sus matrimonios, sucedió su sobrino, hijo de José María de la Cerda y Cernesio, V conde de Parcent, grande de España, y de su esposa, María del Carmen Antonia Marín de Resende y Fernández de Heredia, V condesa de Bureta:
- José Antonio de la Cerda y Marín de Resende (Valencia, 29 de abril de 1771-Valencia, 26 de julio de 1825), VII marqués de Bárboles,[12][2] VI conde de Parcent, dos veces grande de España,[10] VII conde de San Clemente (título que perdió por sentencia),[11] VII conde de Contamina,[11] VI marqués de Eguaras, VI conde del Villar, IX vizconde de Mendinueta y XV señor de la baronía de Sigüés y Rasal.[8]

Contrajo matrimonio, el 28 de diciembre de 1793, con María Ramona de Palafox Portocarrero (m. 1823), hija de Felipe Antonio José de Palafox Centurión Croy D'Havrè y Lacarra, conde de Montijo, y de María Francisca de Guzmán Portocarrero, VI condesa de Montijo, VII marquesa de Valderrábano, V condesa de Fuentidueña, etc. Sucedió su hijo:
- José Máximo de la Cerda y Palafox (Valencia, 18 de noviembre de 1794-Madrid, 16 de febrero de 1851), VIII marqués de Bárboles,[2] VII conde de Parcent, grande de España, VIII conde de Contamina, VII marqués de Eguaras, VII conde del Villar, XI marqués de Fuente el Sol, X vizconde de Mendinueta, mayordomo mayor y jefe de la casa del infante Francisco de Paula Antonio de Borbón, gentilhombre grande de España con ejercicio y servidumbre del rey Fernando VII y de la reina Isabel II,[11] prócer y senador por la provincia de Valencia y senador vitalicio.[15]

Casó, en 1815 en Madrid, con María Luisa de Gand-Villain (m. 1824), vizcondesa de Gand y condesa del Sacro Imperio Romano. Sucedió su hijo:
- Juan José de la Cerda y Gand-Villain (Valencia, 27 de diciembre de 1817-Ávila, 17 de agosto de 1870), IX marqués de Bárboles,[2] VIII conde de Parcent, grande de España,[10] XII marqués de Fuente el Sol, IX conde de Contamina, VIII conde del Villar y XI vizconde de Mendinueta, caballero de la Orden de Montesa y de la Orden de Malta y gentilhombre de cámara con ejercicio y servidumbre.[11]

Casó en primeras nupcias, el 12 de febrero de 1846, con Fernanda Martínez de Carvajal y de Queralt (m. 1848), hija de José Miguel de Carvajal y Vargas, II duque de San Carlos, VIII conde de Castilejo y IX conde del Puerto. Contrajo un segundo matrimonio, el 28 de enero de 1853, con Juana Peregrina Cortés y Valero. El título fue suprimido en noviembre de 1883, pero un mes después, fue rehabilitado por su sobrina en 26 de diciembre de 1883:
- Ana Rafaela Bertodano y de la Cerda (m. 15 de diciembre de 1927), X marquesa de Bárboles.[1][2]

Casó, el 10 de enero de 1870, con su primo, Fernando Colón de la Cerda, diputado por Puerto Rico. Sucedió su hijo:
- Pedro Colón y Bertodano (Madrid, 20 de mayo de 1872-17 de junio de 1933), XI marqués de Bárboles.[2]

Sin descendencia, sucedió:
- Casimiro Florencio Granzow de la Cerda Jaeger y Cortés (Kawentzine, Polonia, 27 de julio de 1895[19]-6 de septiembre de 1968), XII marqués de Bárboles,[2] II duque de Parcent,[10] XI conde de Contamina.[20][19]

Casó con María de Gracia Chaguaceda y Peñarredonda (m. 1981). Le sucedió su hijo a quien cedió el título en 1943:
- Fernando Granzow de la Cerda y Changuaceda (m. Madrid, 18 de enero de 2014[21]), XIII marqués de Bárboles,[2] III duque de Parcent,[10] XII conde de Contamina y XI conde del Villar.[19]

Casó, el 2 de agosto de 1954, con María de los Ángeles Roca de Togores y Martínez Campos, V vizcondesa de Rocamora. El carta de sucesión fue anulada y el título rehabilitado en 1987 por su pariente:
- María del Pilar Benítez Guadarrama, XIV marquesa de Bárboles.[23]

Casó con Juan Vicente Gella.